# گیش شکم‌شیاری
گیش شکم‌شیاری با نام علمی Atropus atropus نوعی ماهی گرمسیری است.

## مشخصات
بدن فشرده و تقریباً بیضی شکل در قسمت شکم دارای یک شیار می‌باشد و باله‌های شکمی به طور مشخص بلند و تیره اولین باله پشتی دارای ۸ شعاع سخت و دومین باله دارای یک شعاع سخت و ۲۱ تا ۳۳ شعاع باله مخرجی دارای ۲ خار آزد و یک شعاع سخت و ۱۸ تا ۱۹ شعاع نرم می‌باشد. ناحیه لخت سینه تا قائده باله‌های سینه‌ای و تا آن طرف پایه باله‌های شکمی ادامه دارد. خط جانبی شدیداً منحنی، رنگ بدن در پشت سبز مایل به خاکستری و در بخش شکمی نقره‌ای می‌باشد. اغلب شناگر آب‌های نزدیک سطح بوده و در آب‌های کم عمق ساحلی زندگی می‌کنند تغذیه ازمیگوها، پاروپایان، ده پایان، سخت پوستان و ماهیان کوچک صورت می‌گیرد. بیشینه درازای بدن ۲۵ سانتی‌متر است. محل اصلی زندگی آنها اقیانوس هند شمالی، مجمع الجزایر مالایا، ماوراء ساموآ، چین و فرموز می‌باشد.